# Jagdishpur
Jagdishpur es un municipio situado en el distrito de Amethi en el estado de Uttar Pradesh (India). Su población es de 31029 habitantes (2001). Se encuentra a 85 km de Lucknow.

## Demografía
Según el  censo de 2001 la población de Jagdishpur era de 26735 habitantes, de los cuales el 52% eran hombres y el 48% eran mujeres. Jagdishpur tiene una tasa media de alfabetización del 70%, superior a la media nacional del 59,5%: la alfabetización masculina es del 80%, y la alfabetización femenina del 60%.